# 田山青児
田山 青児　(たやま せいじ、1977年 - ) は、日本のキャラクターモデラー。

## 来歴
1977年生まれ。2003年、デジタル・フロンティアにてキャリアをスタートさせる。
2011年にSOLA DIGITAL ARTSにキャラクタースーパーバイザーとして参加。
その後、数年間のフリーランスを経て現在は株式会社クアックラックのモデリングスーパーバイザーとして
多数のアニメーション作品を制作している。

## 主な参加作品
- 「スターシップ・トゥルーパーズインベイジョン」(2012) - クリーチャースーパーバイザー
- 「アップルシードα」(2014)
- 「evangelion:Another Impact（Confidential）」⽇本アニメ（ーター）⾒本市（2015）
- 「スターシップ・トゥルーパーズレッドプラネット」(2017)
- 「スタージル・シンプソンSOUND&FURY」(2019)
- 「ULTRAMAN」(2019)
- 「攻殻機動隊 SAC_2045」(2020)
- 「エスタブライフ グレイトエスケープ」(2022)